# 波美拉尼亚的埃里克
埃里克（丹麥語：Erik，1382年—1459年9月24日），挪威、瑞典與丹麥國王，卡爾馬聯盟第二位君主。
丹麥、瑞典和挪威女王瑪格麗特一世的姐姐英格堡的外孫。波美拉尼亞-施托爾普公爵瓦季斯瓦夫七世之子

## 生平
埃里克生於1382年，其母親為丹麥皇族瑪麗亞(這裡的皇室關係是: 瓦爾德瑪四世有兩個女兒，分別是瑪格麗特一世與英格堡·瓦爾德馬斯多塔；而瑪格麗特一世的兒子為奧拉夫二世，英格堡的女兒為瑪麗亞，瑪麗亞又生下兒子埃里克。)
1387年身為丹麥及挪威兩國國王的奧拉夫二世以17歲之齡早夭。一周後丹麥帝國議會在隆德大教堂承認其母親瑪格麗特一世為統治者。當時丹麥的國王是選舉出來的，議會決定在找到合適的男性繼承人之前承認瑪格麗特一世為過渡統治者。而挪威的王位是世襲的，當時挪威的帝國議會承認埃里克的世襲地位，但是由於當時埃里克還未成年，因此1388年2月挪威帝國議會也選舉瑪格麗特一世為女王。一個月後，1388年3月，瑞典帝國議會也選舉瑪格麗特一世為女王。瑪格麗特一世終於成為丹麥、瑞典和挪威女王，她建立統一丹麥、瑞典和挪威的卡爾馬同盟。1389年2月當瑪格麗特一世在斯科訥最終擊敗阿爾布萊克特，奪得瑞典王位後，她決定指認埃里克為繼承人。1396年又讓丹麥和瑞典的議會承認埃里克的繼承人地位。
1397年9月8日，埃里克在卡爾馬加冕為丹麥、挪威和瑞典國王，卡爾馬同盟因而成立。瑪格麗特終於實現了統一斯堪的納維亞的願望。她雖然將王位讓出，但依然是帝國的執政。組成卡爾馬同盟的三個國家不同的法律以及其獨立的帝國議會被保存。
1402年，瑪格麗特為了與英格蘭的亨利四世結成聯盟，當時英格蘭為了得到卡爾馬同盟的支持，建議埃里克迎娶亨利四世的女兒菲莉琶，而當時的威爾士親王亨利娶埃里克的妹妹卡塔里娜。瑪格麗特為了不讓卡爾馬同盟捲入英法百年戰爭，所以拒絕了這建議，但時仍然讓埃里克在1406年10月26日迎娶了當時只得13歲的菲莉琶，與英格蘭結為防守性的同盟。
1412年10月瑪格麗特與埃里克一起赴弗倫斯堡來保障當地商人對他們的支持時突然感染鼠疫。10月28日瑪格麗特在港口的一條船上逝世。當時30歲的埃里克成為了北歐帝國的國王。除北歐三國外他的領土還包括石勒蘇益格-荷爾斯泰因、格陵蘭、冰島、法羅群島和設得蘭群島。
此後，埃里克常與荷爾斯泰因伯爵們發生戰爭，雖然在1424年獲得神聖羅馬帝國皇帝西吉斯蒙德承認為南設得蘭的統治者，但不被荷爾斯泰因承認，戰爭連年導致大大削弱國家經濟。
所以在1429年，埃里克引入海峽通過費，此徵費使丹麥的財政變得富裕，一直引用至1857年。同時此徵費使丹麥與頻繁使用海峽的波羅的海國家，尤其是漢薩同盟的城市關係緊張。不久丹麥與漢薩同盟的領袖城市呂貝克進入公開的戰爭狀態。
埃里克另一建樹是在1417年將哥本哈根成為王室用地，及後使哥本哈根因而發展成丹麥首都。
1430年代，埃里克的統治江河日下。首先在1434年，瑞典農民及礦工發動騷亂，其後不斷有零星騷亂，使各地的貴族利用來削弱王權，又反對埃里克挑選的繼承者波美拉尼亞公爵，埃里克一怒之下離開丹麥，到了哥得蘭島上的城堡居住。終於在1439年被瑞典、丹麥及挪威相繼廢黜，在1440年由其外甥巴伐利亞的克里斯托弗三世繼承丹麥、瑞典、挪威王位。埃里克退位後仍住在哥得蘭島上的城堡。1448年，克里斯托弗三世逝世後沒有留下子嗣，由埃里克以前的死敵奧爾登堡伯爵之子克里斯蒂安被丹麥貴族選舉為王位繼承人。埃里克為了回到波美拉尼亞繼位成為波美拉尼亞·斯武普斯克公爵，便把其領地哥得蘭島交給丹麥。
埃里克從1449年擔任波美拉尼亞·斯武普斯克公爵，直至1459年逝世為止。

## 外部連結
- His listing in "Medieval lands" by Charles Cawley. The  project "involves extracting and analysing detailed information from primary sources, including contemporary chronicles, cartularies, necrologies and testaments."（页面存档备份，存于）

| 波美拉尼亚的埃里克 格里芬王朝出生于：1382年逝世於：1459年9月24日 | 波美拉尼亚的埃里克 格里芬王朝出生于：1382年逝世於：1459年9月24日 | 波美拉尼亚的埃里克 格里芬王朝出生于：1382年逝世於：1459年9月24日 |
| 統治者頭銜                                                       | 統治者頭銜                                                       | 統治者頭銜                                                       |
| ---------------------------------------------------------------- | ---------------------------------------------------------------- | ---------------------------------------------------------------- |
| 前任者： 瑪格麗特一世                                            | 挪威國王 1389年–1442年 與瑪格麗特一世同時在任 （1389年–1412年）  | 繼任者： 克里斯托弗三世                                          |
| 前任者： 瑪格麗特一世                                            | 丹麥國王 1396年–1439年 與瑪格麗特一世同時在任 （1396年–1412年）  | 繼任者： 克里斯托弗三世                                          |
| 前任者： 瑪格麗特一世                                            | 瑞典國王 1396年–1434年 與瑪格麗特一世同時在任 （1396年–1412年）  | 空缺恩厄爾布雷克特·恩厄爾布雷克特松攝政                          |
| 空缺恩厄爾布雷克特·恩厄爾布雷克特松攝政                          | 瑞典國王 1435年–1436年                                           | 空缺卡爾八世攝政                                                 |
| 空缺卡爾八世攝政                                                 | 瑞典國王 1436年–1439年                                           | 空缺卡爾八世攝政下一位持有相同頭銜者：克里斯托弗                 |
| 前任者： 波吉斯瓦夫九世                                          | 波美拉尼亞-斯武普斯克公爵 1446年–1459年                          | 繼任者： 蘇菲及埃里克二世                                        |